# Sarah Y. Mason
Sarah Y. Mason (Pima, 31 de março de 1896 - Los Angeles, 28 de novembro de 1980) foi uma roteirista estadunidense. Ela ganhou um Oscar de melhor roteiro adaptado pelo filme As Mulherzinhas (1933).

## Filmografia
- 1954: Magnificent Obsession
- 1949: Little Women
- 1944: Meet Me in St. Louis (sem créditos)
- 1941: A Girl, a Guy and a Gob (diálogo adicional - sem créditos)
- 1940: Orgulho e Preconceito (sem créditos)
- 1939: Golden Boy
- 1937: Stella Dallas
- 1935: Magnificent Obsession
- 1935: Break of Hearts
- 1934: The Little Minister
- 1934: Imitation of Life (sem créditos)
- 1934: The Age of Innocence
- 1933: Little Women
- 1933: Chance at Heaven
- 1932: The Age of Consent
- 1932: Shopworn (história)
- 1930: They Learned About Women
- 1929: The Broadway Melody
- 1928: Alias Jimmy Valentine
- 1924: Leap Year
- 1923: Modern Matrimony
- 1921: The Girl from Nowhere
- 1921: A Divorce of Convenience
- 1921: The Chicken in the Case
- 1920: The Poor Simp
- 1920: Held in Trust
- 1920: Heart of Twenty
- 1920: Bright Skies
- 1918: Arizona